# Conger japonicus
Conger japonicus är en fiskart som beskrevs av Bleeker, 1879. Conger japonicus ingår i släktet Conger och familjen havsålar. Inga underarter finns listade i Catalogue of Life.